# (304) Olga
(304) Olga es un asteroide perteneciente al cinturón de asteroides descubierto el 14 de febrero de 1891 por Johann Palisa desde el observatorio de Viena, Austria.
Está nombrado en honor de una sobrina del astrónomo alemán Friedrich Argelander.